# Jevgenij Aleksijev
Jevgenij Aleksijev (Евге́ний Ива́нович Алексе́ев), ruski carski admiral. Bio je od 1894. do 1895. zapovjednik novoosnovane Tihooceanske flote, a zatim je preuzeo Crnomorsku flotu. Rukovodio je 1900. operacijama ruske vojske pri gušenju bokserskog ustanka, te je pritom zauzeo Port Artur. Od 1903. godine carski je namjesnik na Dalekom istoku. Dopustio je da ga iznenadi japanski prepad kojim je započeo rusko-japanski rat. Rukovodio je operacijama ruskih snaga do listopada 1904., kada je smijenjen zbog neuspjeha u ratu. Postavljen je 1905. za člana Državnog savjeta.